# 라이시오

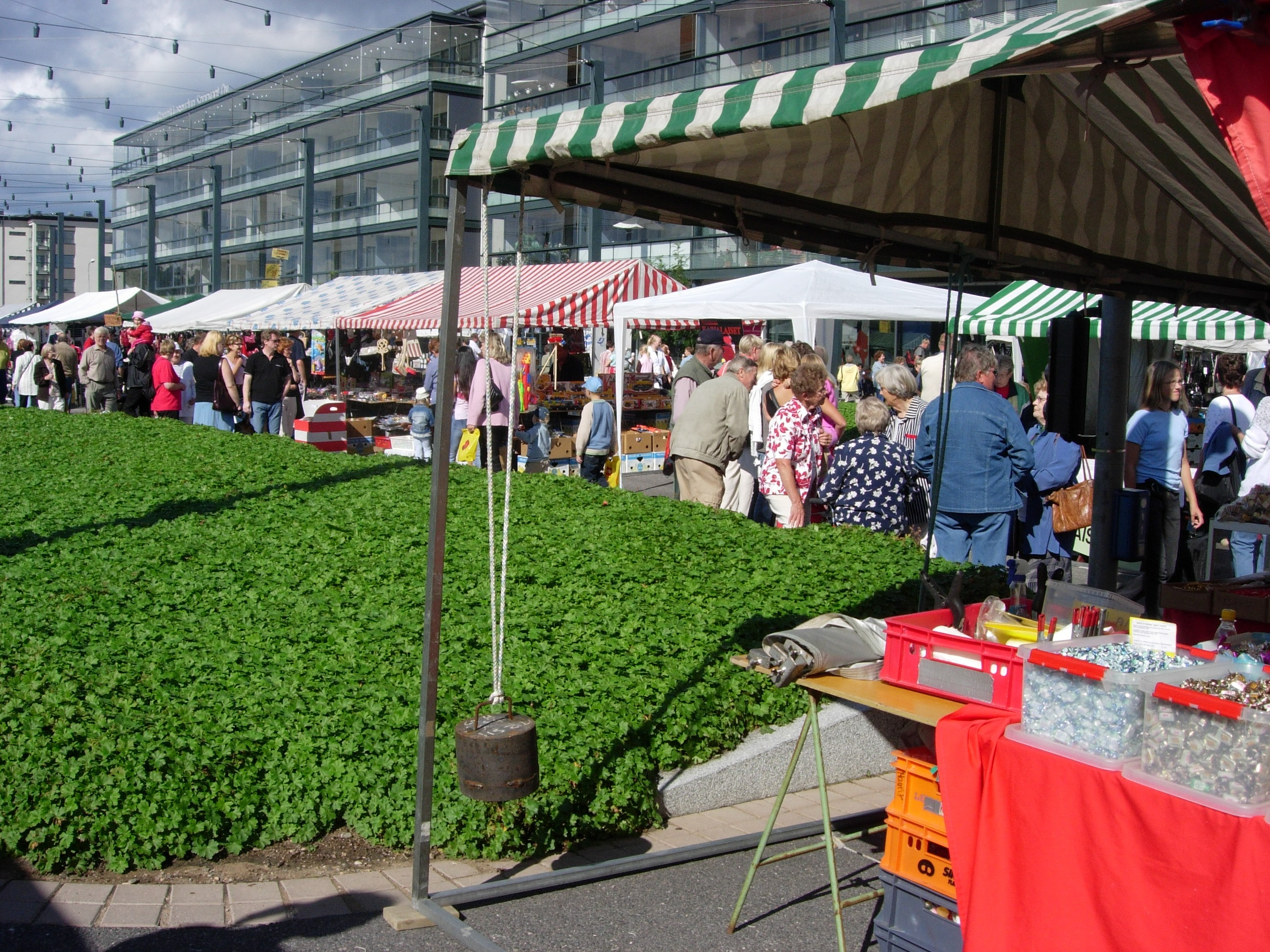
라이시오 시장

라이시오(핀란드어: Raisio, 스웨덴어: Reso 레소[*])는 핀란드 남서부에 위치한 도시로 면적은 50.06km2, 인구는 24,409명(2015년 6월 30일 기준), 인구 밀도는 500.59명/km2이다. 행정 구역상으로는 남서수오미 지역에 속하며 핀란드의 주요 도로가 만나는 교통의 중심지이다.

시 문장